# Patricia Teullet
Patricia Lisetta Teullet Pipoli (Lima, 5 de marzo de 1960) es una economista y política peruana. Fue ministra de la Mujer durante el gobierno de Manuel Merino en 2020 y viceministra de Economía en el gobierno de Alejandro Toledo de 2001 a 2002.

## Biografía
Nació en la ciudad de Lima, el 5 de marzo de 1960.
Realizó sus estudios escolares en el Colegio Villa María de la ciudad de Lima. Estudió luego la carrera de Economía en la Universidad del Pacífico, en la cual obtuvo el título profesional de Economista. Siguió una maestría en Administración en la Universidad La Salle de México. De la misma manera, se especializó en Políticas de Comercio Exterior en la Escuela de Gobierno John F Kennedy de la Universidad de Harvard.
En el año 1981 ingresó a trabajar a la Corporación Financiera de Desarrollo (COFIDE) como especialista en el área de finanzas internacionales. Permaneció en la institución hasta el año 1984.

## Trayectoria
En el ámbito político, Patricia Teullet incursionó en mayo de 1996 cuando fue designada como viceministra de Desarrollo Social del Ministerio de la Presidencia durante el gobierno del presidente Alberto Fujimori. Ocupó el puesto hasta noviembre del mismo año. Luego en 1997 se desempeñó como asesora de la presidencia de la Corporación Financiera de Desarrollo (COFIDE) hasta 1999 y ese mismo año fue nombrada como gerenta general de la Sociedad de Comercio Exterior (COMEX).
Luego de la caída del gobierno de Alberto Fujimori, Teullet ingresó al gobierno del presidente Alejandro Toledo cuando el 2 de agosto del año 2001 fue designada como viceministra de Economía, cargo que ocupó bajo la gestión de Pedro Pablo Kuczynski en el Ministerio de Economía y Finanzas. Renunció al cargo en abril del 2002 donde fue luego reemplazada por el economista Fernando Zavala.
Luego de dejar el viceministerio, regresó a la Sociedad de Comercio Exterior.
De 2012 a 2015 fue directora general de Aporta Desarrollo Sostenible.
Desde el año 2016 hasta el año 2018 formó parte de la Comisión Consultiva del Ministerio de Desarrollo e Inclusión Social. Luego en el año 2019 asumió como gerente general de la Confederación Nacional de Instituciones Empresariales Privadas (CONFIEP), permaneciendo hasta la actualidad.
Es también columnista en el diario Perú21. Ha sido miembro del directorio de la Refinería La Pampilla y de Enel Perú.

### Ministra de la Mujer
El 12 de noviembre del 2020, Patricia Teullet fue nombrada y juramentada por el presidente Manuel Merino como ministra de la Mujer y Poblaciones Vulnerables, formando parte del gabinete ministerial encabezado por Ántero Flores-Aráoz. Sin embargo, su nombramiento fue cuestionado por movimientos feministas debido a su postura conservadora y por sus críticas contra las víctimas del caso de esterilizaciones forzadas cometidas durante el régimen fujimorista. Teullet se mantuvo en el Ministerio hasta el 15 de noviembre del mismo año, fecha en la que decidió renunciar debido a las protestas contra el gobierno de Merino y posteriormente el día 17 se dio la renuncia total de todo el régimen interino.